# Ł
Das Ł (L mit Schrägstrich, klein: ł) ist ein Buchstabe des lateinischen Schriftsystems. Er tauchte erstmals im 16. Jahrhundert in polnischen Texten auf.

## Verwendung in Orthografien
Der Buchstabe wird im Polnischen, Sorbischen, Kaschubischen, Wilmesaurischen, in der Łacinka (Belarussisch), in Navajo (oder Navaho), Zuñi, der Hupa-Sprache, Chipewyan, Dogrib und Inupiaq verwendet. Im Venetischen wird es in der seit 2017 offiziellen Orthografie verwendet (die Vorgängerfassung von 1995 verwendete das Ƚ/ƚ mit geradem Querstrich). Auch einige lateinschriftliche Orthografien des Inuktitut kangilliunerusutut (Ostinuktitut) (die alternativ in der Inuktitut-Silbenschrift geschrieben werden) verwenden den Buchstaben „ł“.
Im Polnischen kommt der Buchstabe im Gegensatz zu fast allen anderen Akzentbuchstaben auch vor Vokalbuchstaben vor, jedoch niemals vor i. In der polnischen Schreibschrift kann der Schrägstrich eine geschwungene Form (ähnlich einer Tilde) annehmen und beim Kleinbuchstaben auf die obere Spitze gesetzt werden.

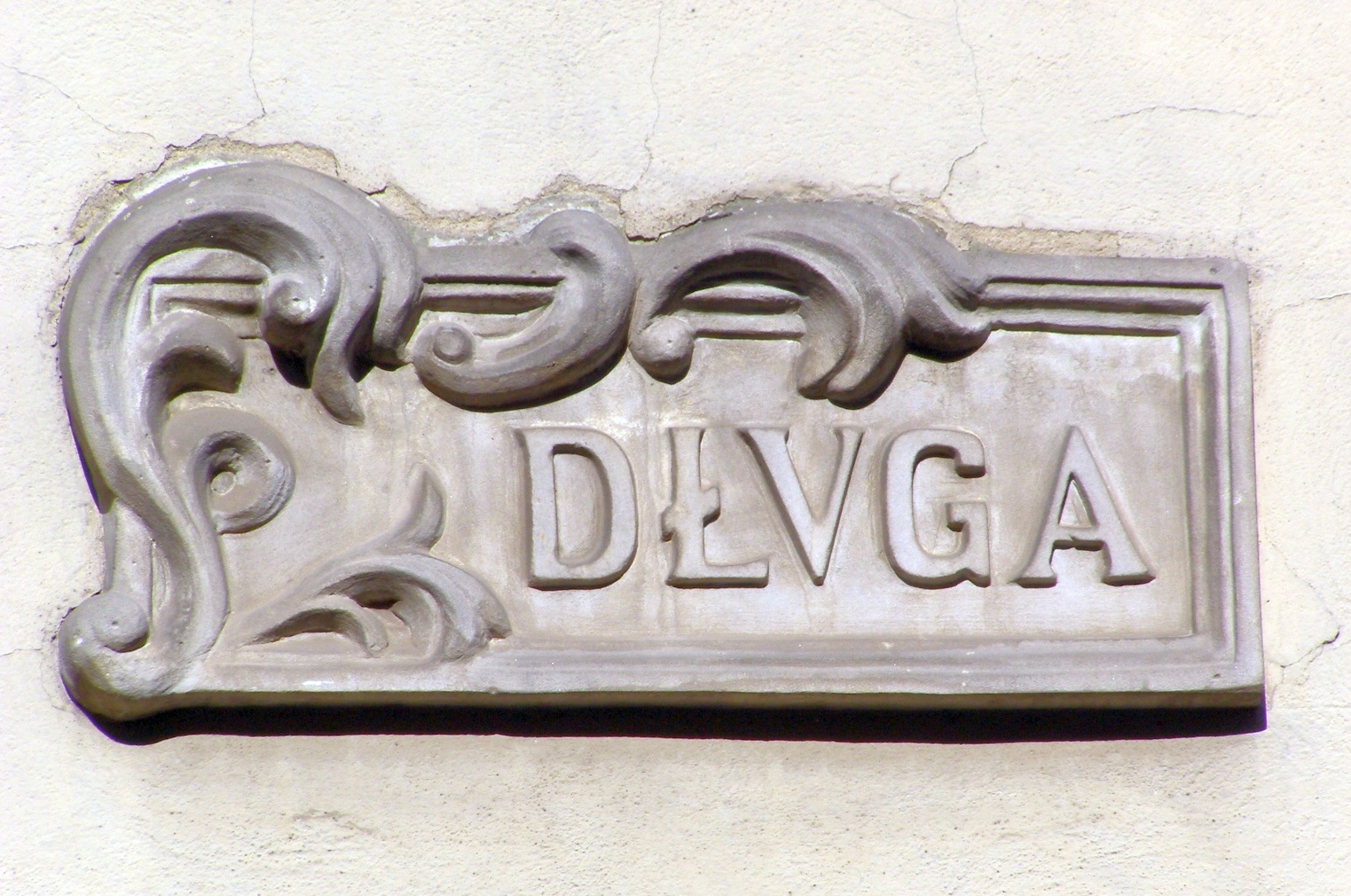
Straßenschild in Danzig, Polen
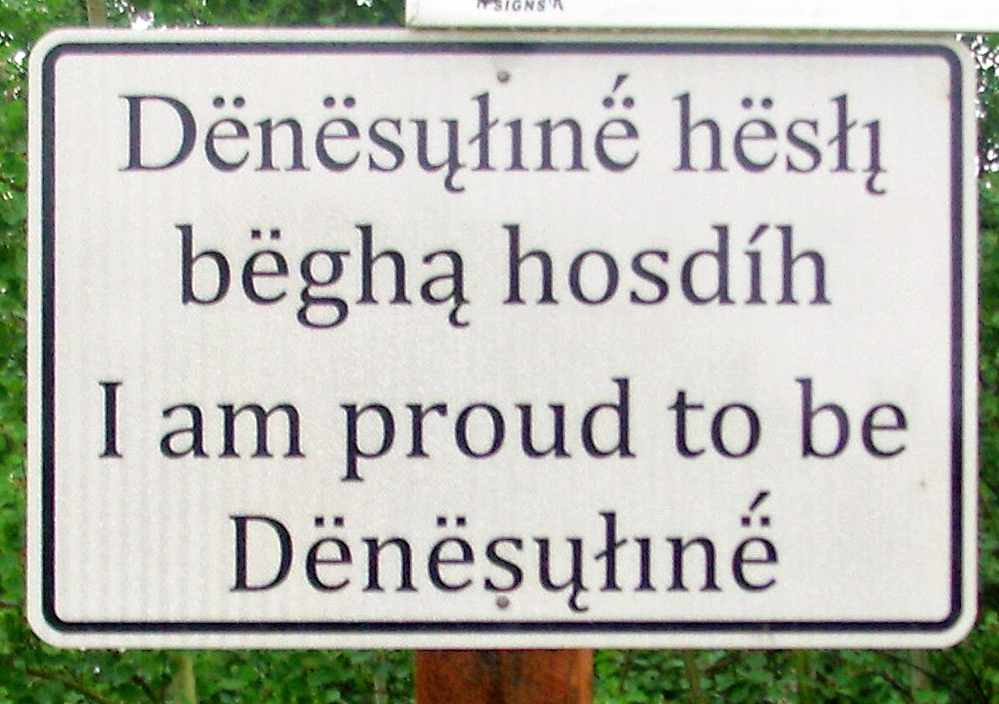
Zweisprachiges Schild (Chipewyan und Englisch) am Flughafen von La Loche, Saskatchewan, Kanada
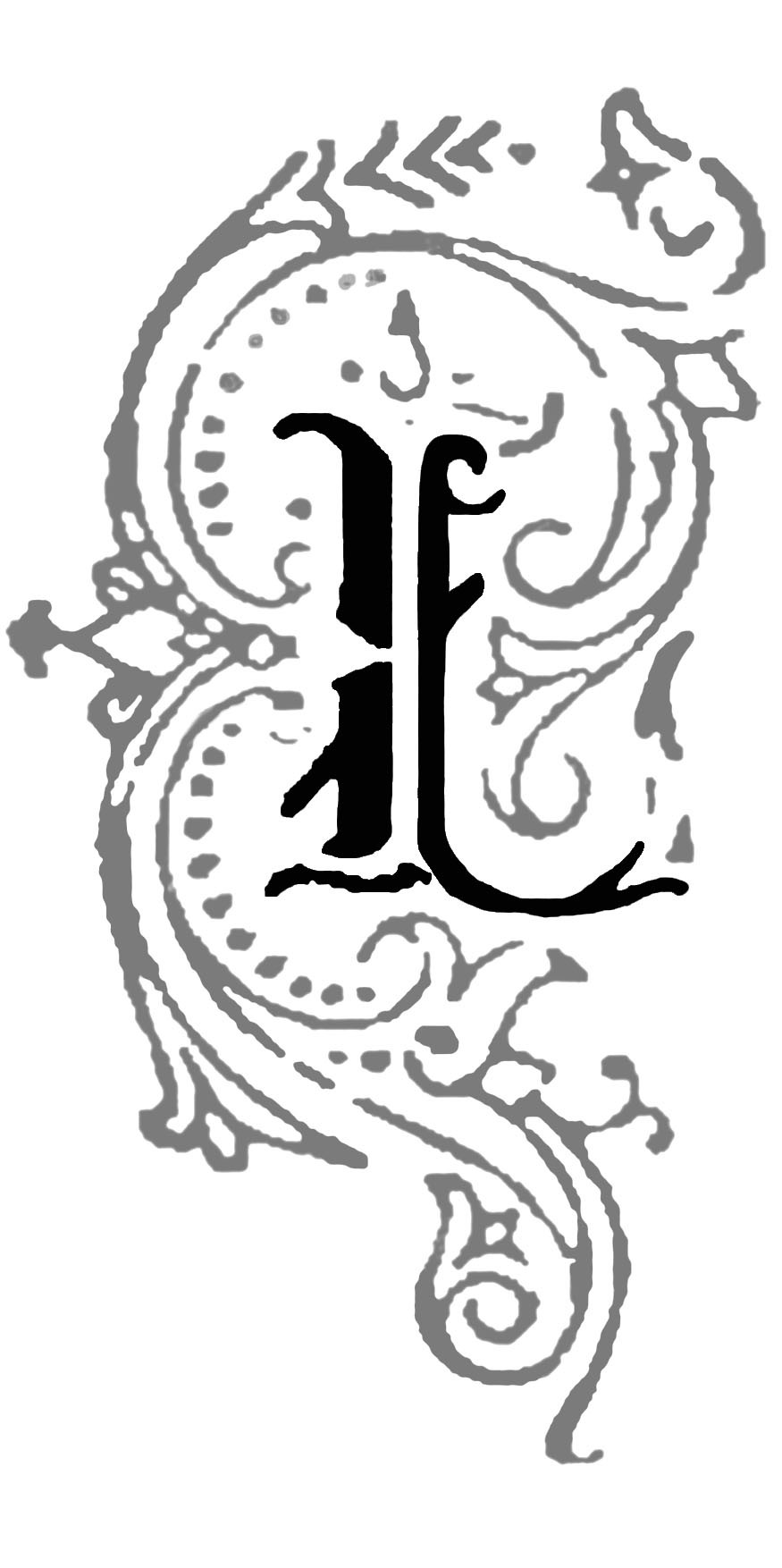
Initiale Ł (Art-Déco-Stil, Polen 1904)
Logo der polnischen Fernsehserie M jak miłość
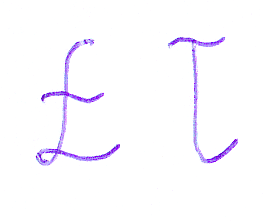
Handgeschriebene polnische Buchstaben „Ł“ und „ł“
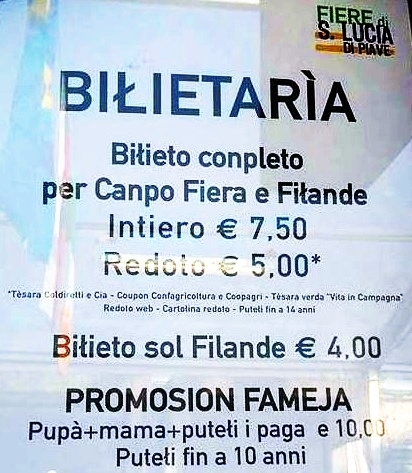
Hinweistafel in venetischer Sprache (2016) mit Ł in mehreren Wörtern

### Aussprache
Im Polnischen, Niedersorbischen und Obersorbischen ist Ł ein labiovelarer Approximant [w] ⓘ. Es ist damit identisch mit der Aussprache des englischen labiovelaren W [w].
Im Belarussischen und in einigen ostpolnischen Dialekten wird Ł als „dunkles“ beziehungsweise labialisiertes L [ɫ] ausgesprochen.
In der Navajo-Sprache und im Inuktitut steht der Buchstabe Ł für den stimmlosen lateralen alveolaren Frikativ [ɬ].
Im Venetischen kann es als l, e oder gar nicht ausgesprochen werden. Beispielsweise kann ła góndoła entweder góndola, góndoea oder auch góndoa ausgesprochen werden.

### Buchstabieren
Laut DIN 5009 ist beim Buchstabieren der Buchstabe mit dem speziellen Ansagewort „schräggestrichen“ gefolgt von dem Ansagewort für „L“ laut der verwendeten Buchstabiertafel anzusagen, also „schräggestrichen Leipzig“ bzw. „schräggestrichen Lima“.

## Andere Verwendungen

### Als Abbreviatur
In lateinischen Handschriften des Mittelalters wird ein Kleinbuchstabe l mit Querstrich als Abbreviatur (Abkürzung) für lat. vel „oder“ verwendet. Der Querstrich kann waagerecht oder schräg ausgeführt sein, sodass bei Wiedergabe als Unicode-Zeichen statt des ł auch das ƚ mit waagerechtem Querstrich (Unicode U+019A latin small letter with bar) angebracht sein kann.

### Als Währungssymbol
Die Peer-to-Peer-Kryptowährung Litecoin verwendet den Buchstaben Ł als Währungssymbol, Währungsabkürzungen für Litecoin sind LTC oder XLT.
Hingegen vom lateinischen Großbuchstaben L mit Schrägstrich (Ł) zu unterscheiden ist das Währungssymbol £ (Währungszeichen für Pfund Sterling und andere Währungen).

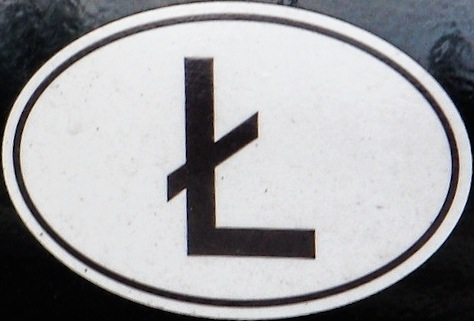
Autoaufkleber

### Inoffiziell als Nationalitätszeichen
Der Buchstabe wird gelegentlich als inoffizielles Nationalitätszeichen der Sorben verwendet, abgeleitet von der sorbischen Bezeichnung für die Lausitz (obersorbisch Łužica, niedersorbisch Łužyca). Entsprechende Autoaufkleber mit einem „Ł“ darauf, die in Form und Gestaltung dem durch internationale Übereinkommen vereinbarten Unterscheidungszeichen des Zulassungsstaates nachempfunden sind, sind jedoch kein offiziell vereinbartes Unterscheidungszeichen.

## Darstellung in Computersystemen
| Zeichen | Unicode Codepunkt verlinkt auf den Unicodeblock | Bezeichnung/Beschreibung                       | Dezimal- code | HTML- Entität | LaTeX | Tastatureingabe mit Belegung E1 |
| ------- | ----------------------------------------------- | ---------------------------------------------- | ------------- | ------------- | ----- | ------------------------------- |
| Ł       | U+0141 latin capital letter l with stroke       | Lateinischer Großbuchstabe L mit Schrägstrich  | 0321          | &Lstrok;      | \L    | – L                             |
| ł       | U+0142 latin small letter l with stroke         | Lateinischer Kleinbuchstabe l mit Schrägstrich | 0322          | &lstrok;      | \l    | – l                             |

Unter Linux erfolgt die Eingabe bei vielen mit lateinischen Buchstaben geschriebenen Sprachen mit den Tastenkombinationen Alt Gr+L (ł) und Alt Gr+⇧+L (Ł).
Die Zeichen Ł/ł sind auch in folgenden 8-Bit-Zeichensätzen enthalten:
- ISO/IEC 8859-2 Latin-2 (Mitteleuropäisch) an den Positionen A3hex/B3hex,
- ISO/IEC 8859-13 Latin-7 (Baltisch) an den Positionen D9hex/F9hex,
- ISO/IEC 8859-16 Latin-10 (Südosteuropäisch) an den Positionen A3hex/B3hex.